# Sociedad General de Autores de la Argentina
La Sociedad General de Autores de la Argentina (ARGENTORES) es una asociación civil de gestión colectiva de derechos de autor, con carácter mutual y profesional, integrada por autores argentinos de teatro (dramaturgos, coreógrafos, músicos), cine, televisión, radio, y de todas las plataformas audiovisuales. Fue constituida el 11 de septiembre de 1910, inicialmente con el nombre de Sociedad Argentina de Autores Dramáticos, y posteriormente instituida, a fines de 1934, con la designación actual. Su sede está en la Ciudad de Buenos Aires, Argentina. Su fin principal es la administración de los derechos de todos los autores del espectáculo. La entidad brinda además protección legal y tutela jurídica, e incluso, a quienes se asocien, cobertura médica. Su tarea de gestión se extiende a la organización de conferencias, clases magistrales, muestras, reuniones temáticas y ciclos de debate. Posee además la biblioteca teatral más importante de Latinoamérica en su especialidad. A través de estas acciones, Argentores promueve el enaltecimiento de la producción del autor argentino.
ARGENTORES es una institución pionera en el mundo en la lucha por el reconocimiento de los derechos de autor. Su trabajo en el ámbito de las nuevas tecnologías, la han llevado a lograr acuerdos de reconocimiento de derechos por parte de grandes plataformas digitales, lo que ha marcado el camino para que otras sociedades de gestión de derechos del mundo, lograsen a su vez esas reivindicaciones.
ARGENTORES gestiona los derechos de autor de las obras representadas en salas de teatro, salas de cine, canales de televisión, y radios de todo el país, como asimismo los derechos digitales (internet y nuevas plataformas) y el cobro de derechos audiovisuales a los grandes usuarios (clínicas, hoteles, bares, líneas aéreas y terrestres). La entidad también representa en Argentina a la totalidad de los autores del mundo, a través de convenios recíprocos con entidades de otros países, o con agentes y apoderados de esos autores. 
En 2011 Argentores fue reconocida por la Fundación Konex por su aporte al Espectáculo Argentino.

## Historia

### Antecedentes del derecho de autor en la Argentina

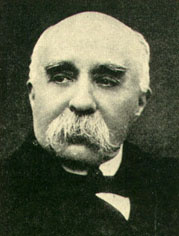
Georges Clemenceau, el ex primer ministro francés que dio origen a la lucha por los derechos de autor en Argentina

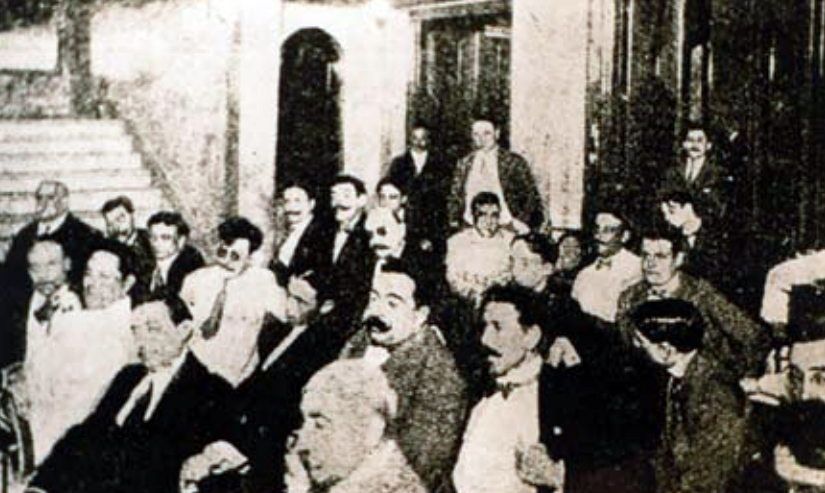
Primera Asamblea Extraordinaria de la Sociedad de Autores. (Hoy Argentores) 11 de septiembre de 1911

El derecho de propiedad intelectual ya estaba contemplado en su totalidad por los legisladores constituyentes de 1853, expresado en el art. 17 de la Constitución de la Nación Argentina, al establecer que "todo autor o inventor es propietario exclusivo de su obra, invento o descubrimiento, por el término que le acuerde la ley”. Esta disposición constitucional está inspirada en el párrafo 8°, octava sección, del art. 1° de la Constitución de los Estados Unidos de Norteamérica de 1787. A la fecha de la aprobación de la Constitución Argentina, en 1853, el reconocimiento de los derechos intelectuales como “propiedad” no existía en ninguna de las constituciones de los países industrializados como Estados Unidos, Inglaterra e incluso Francia.
Sin embargo, pese a esta cláusula constitucional, a la existencia de numerosos fallos civiles y a un incipiente debate público, no existía una ley específica que amparase los derechos intelectuales, lo que ocasionaba que los empresarios teatrales compraran las obras por muy poco dinero. Ello llevó a que durante el último cuarto del siglo XIX se hicieran diversos intentos por agrupar a los dramaturgos, pero todos fallaron, murieron al nacer o duraron pocos años.
La sanción de la primera ley de esas características en Argentina se debe más a un accidente que a una convicción. En 1910 el escritor y ex primer ministro francés George Clemenceau llegó a Buenos Aires, invitado por el gobierno argentino, que celebraba su primer centenario patriórico. Para entonces, una compañía de teatro francesa, aprovechando la llegada del político, puso en escena su obra Le voile du bonheur (El velo de la felicidad) en el teatro Moderno –actualmente Teatro Liceo de Buenos Aires-. Lejos de sentirse homenajeado, el político francés reclamó el pago de sus derechos de autor. La inexistencia de una ley argentina que amparara el justo reclamo de Clemenceau produjo un escándalo público que derivó en la precipitada presentación, el 24 de agosto de 1910, de un proyecto de ley por parte de los diputados Carlos y Manuel Carlés. Finalmente, redactada por Paul Groussac y defendida en el Senado por Joaquín V. González, la ley 7.092, también llamada "Ley Clemenceau" fue promulgada el 16 de setiembre de 1910. 
Este cuerpo normativo fijaba el límite del derecho de los titulares hasta 10 años posteriores a la muerte del autor y no contemplaba sanciones penales para los casos de infracción, aspecto que tampoco fue incorporado en la sanción de la Ley 9.510 de 1914.
También en 1910, Argentina fue país anfitrión de la Convención Internacional Americana sobre propiedad literaria y artística, aprobada en Buenos Aires el 11 de agosto de ese año. En esa Convención, se establece un marco general de cobertura de derechos autorales para los países firmantes, pero no se fijan especificaciones de la duración de los derechos en el tiempo ni penas en caso de infracción aunque en su artículo 14 establece la posibilidad de secuestrar las obras impresas en condiciones ilícitas.

### Fundación de la primera Sociedad de Autores Dramáticos

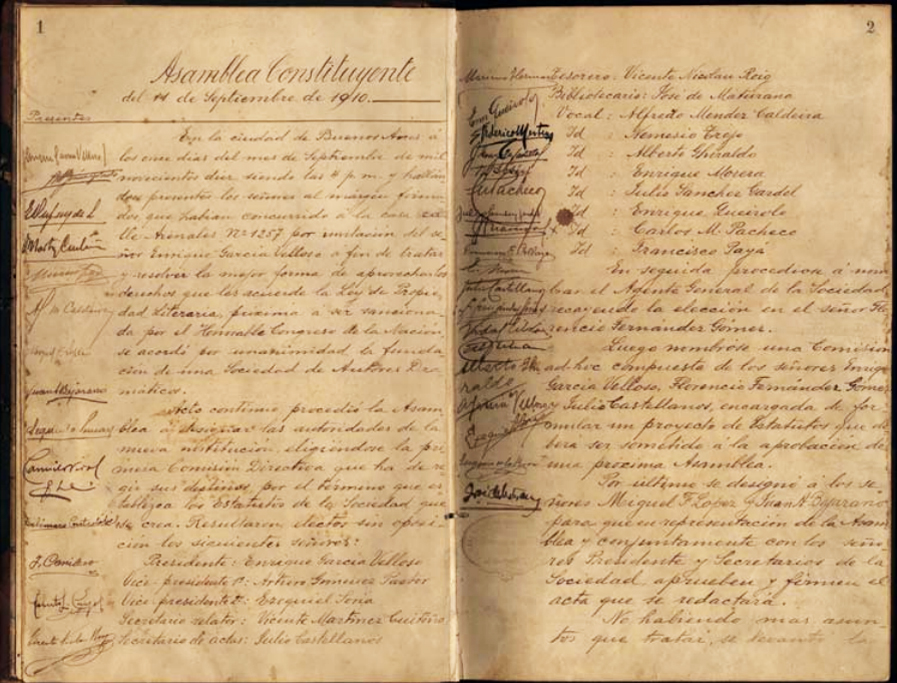
Acta de la Fundación de la Sociedad de Autores Dramáticos. 11 de septiembre de 1910

Estos hechos reactivaron las gestiones destinadas a formar una entidad de autores y fue así que el 11 de septiembre de 1910, en una reunión realizada en la casa de Enrique García Velloso por los autores y compositores más representativos del momento, se constituyó la “Sociedad de Autores Dramáticos y Líricos”.
En julio de 1911 la nueva entidad resolvió que los empresarios debían abonar un arancel del 10 % sobre la entrada bruta de los teatros. La medida fue inicialmente resistida, pero el 12 de agosto de 1911 se firmó un acuerdo por el cual se allanaron a pagarla. Con el tiempo se produjeron escisiones en la entidad y se formaron el “Círculo Argentino de Autores” primero, y luego el “Sindicato de Autores”. 
Finalmente en una Asamblea General realizada el 17 de diciembre de 1934 las tres asociaciones se fusionaron y se formó la Sociedad General de Autores de la Argentina, conocida como ARGENTORES. 
Desde entonces, Argentores recauda y defiende los derechos de los autores argentinos, sean o no socios de la entidad.

### Las leyes del derecho de autor

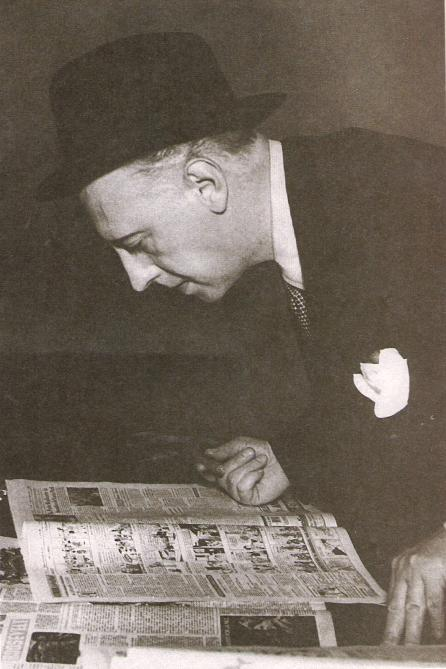
Roberto Noble, uno de los principales redactores de la ley de derechos de autor en Argentina

El debate y aprobación de la Ley 11.723 estuvo precedido por la presentación de varios proyectos, entre los cuales es posible mencionar los redactados en 1918 por Benjamín Bonifacio y José María Zalazar, en 1925 por el entonces Diputado Matías Sánchez Sorondo (luego senador) y en 1932 por el diputado Roberto Noble. En 1933 se formó una Comisión parlamentaria Especial integrada por miembros de ambas cámaras para trabajar los proyectos. La Comisión fue integrada por los Senadores Sánchez Sorondo y Mario Bravo, y por los Diputados Roberto Noble, Ramón Godofredo Loyarte y Silvio Ruggieri.
La comisión trabajó durante alrededor de un mes en consultas y debates, en los que participaron numerosos sectores interesados en la promulgación de esta ley. Entre las voces de esa Comisión se cuentan escritores como Gustavo Martinez Zuviría, entonces Director de la Biblioteca Nacional; Juan Pablo Echagüe y Ezequiel Martínez Estrada, presidente de la Sociedad de Escritores; críticos literarios como Jean Paul, presidente de la Comisión de Bibliotecas Populares y del PEN Club Argentino; Atilio Chiapori, Director del Museo Nacional de Bellas Artes, autores teatrales como Alejandro Berrutti, presidente del Círculo Argentino de Autores Teatrales; y Carlos Damel, presidente de la Sociedad Argentina de Autores Teatrales. También participaron compositores como Augusto Berto o Francisco Canaro, presidente de la Sociedad de Compositores Musicales. Hubo además representantes de empresas editoriales argentinas y extranjeras y funcionarios públicos vinculados a la temática.
El proyecto de ley fue evaluado y comentado por especialistas europeos  quienes introdujeron algunas objeciones que fueron luego consideradas e incorporadas por la Comisión. Finalmente la Ley 11.723 "sobre régimen legal de la propiedad intelectual" fue promulgada por el Poder Ejecutivo Nacional el 28 de septiembre de 1933.
Desde su aprobación hasta 2009, la ley fue revisada para ampliar el espectro de obras cubiertas, para extender los plazos de regulación, establecer algunas limitaciones y excepciones, agregar penas y sanciones, y crear el dominio público pagante. Hacia 1973 se sanciona y promulga la Ley 20.115 que reconoce las facultades y establece los alcances del accionar de Argentores.
El instrumento legal faculta a la entidad para percibir el derecho emergente de las obras utilizadas en todos los teatros, salas cinematográficas, emisoras radiales y canales de televisión (abierta y por cable); de las letras (novelas, episodios, argumentos, sketchs, radioteatros. etc) emitidos por los mismos medios de difusión; de la música orgánica de las óperas u operetas llevadas a escena o transmitidas en cines, emisoras y televisoras.

## Actividad de la organización

### Derecho de autor

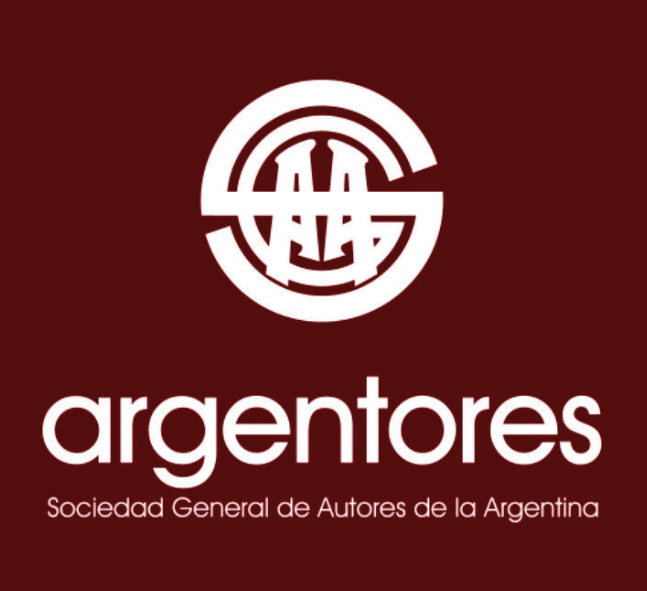
Logo oficial de Argentores.

Actualmente Argentores administra los derechos de dramaturgos, guionistas de radio, cine y televisión, coreógrafos y compositores de música para obras teatrales, siendo la única administradora y perceptora de las sumas que devengue la utilización de los repertorios autorales. También administra los derechos devengados por la labor de traductores y adaptadores, y aquel repertorio perteneciente a los asociados de la Sociedad Argentina de Escritores (SADE), que sea difundido en salas o emisoras del país. 
La entidad también representa a los herederos y derechohabientes de los autores, y mediante convenios de asistencia y representación recíproca, representa a las sociedades autorales del mundo con las cuales se encuentra vinculada. 
Argentores está facultada para conceder o negar el uso de las obras de sus socios en teatro, cine, radio y televisión, o cualquier plataforma de exhibición, en la Argentina y en el mundo; establecer las condiciones de esa utilización, fijar los aranceles correspondientes al derecho de autor y recaudar las sumas que devenguen las obras utilizadas.
Asimismo Argentores tiene la representatividad para la defensa en juicio o ante quien corresponda, de los derechos del socio como autor, derechohabiente o simplemente representado, y para ejecutar todas las acciones derivadas de la aplicación de la Ley 11.723 sobre la propiedad intelectual y de las que se dicten en consecuencia.
Desde sus inicios, y en cumplimiento de su estatuto, Argentores pone especial acento en la exigencia de que los nombres los autores que representa figuren en todas las obras y en la publicidad y promoción cuando las mismas sean editadas, representadas en teatro, exhibidas en cine, emitidas por radio, televisión, cable, internet y cualquier otro medio técnico de exposición que pueda crearse en el futuro.

### Sedes

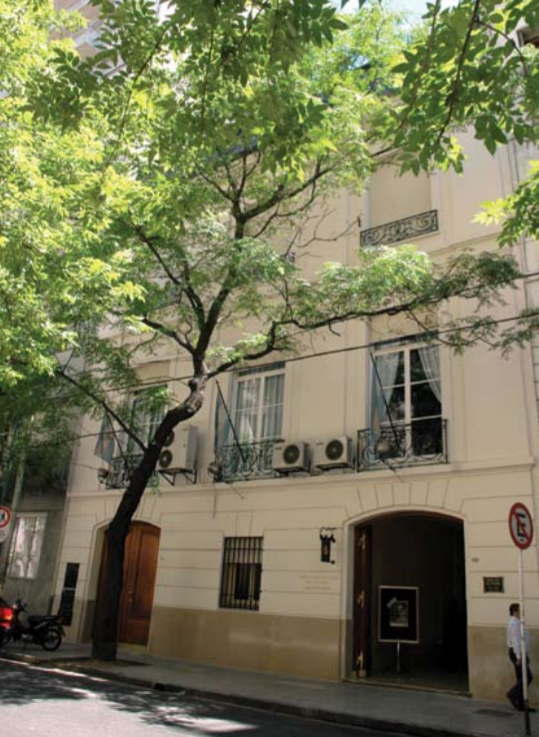
Fachada de la Sede de Argentores. Pacheco de Melo 1820. CIudad de Buenos Aires.

Durante mucho tiempo los autores buscaron la posibilidad de tener una sede propia y en 1956 la entidad logra comprar la casa ubicada en la calle J. A. Pacheco de Melo 1820, en el barrio de Recoleta de la Ciudad de Buenos Aires, que se inaugura el 1º de junio de ese año. Por el crecimiento de las actividades, se hace necesario agregar un nuevo espacio, cosa que se consigue recién en 2006, cuando la entidad adquiere el inmueble de la calle Montevideo 696. Ese Anexo se inaugura el 18 de diciembre de 2008, y allí funcionaron consultorios, previsión social, comisiones de cultura y cursos, entre otras actividades, hasta su venta para la adquisición del actual Anexo sito en Juncal 1825, de mayor proximidad geográfica con la sede central.   
Argentores cuenta con delegaciones culturales y concesionarios en las provincias de Buenos Aires, Córdoba, Entre Ríos, Salta, San Luis, La Pampa, Mendoza, Tierra del Fuego, Catamarca, y Chubut. En ellas se lleva a cabo una atención integral de autores, productores, directores y teatristas, como también la programación de actividades culturales.

### Biblioteca

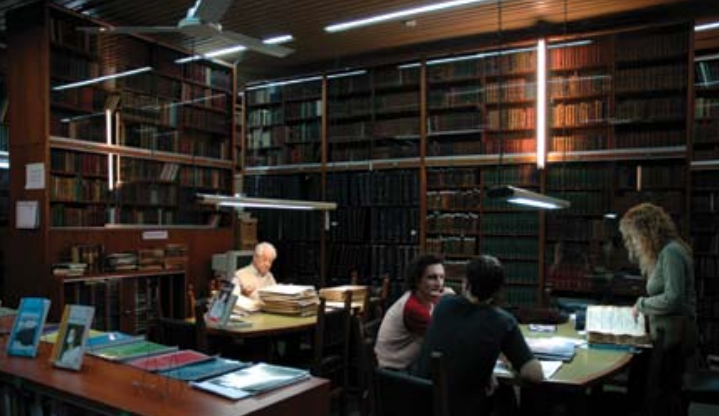
Biblioteca de Argentores en 2009.

La biblioteca teatral "José de Maturana" es considerada la más importante de Sudamérica en su especialidad. Al fundarse la Sociedad un 11 de septiembre de 1910 se encargó su creación y organización al dramaturgo José de Maturana. Sólo nueve años después, un 13 de febrero de 1919, abrió finalmente sus puertas. Su acervo bibliográfico contaba originalmente con 600 volúmenes y 3.000 libretos de obras teatrales. 
La biblioteca, que originalmente era teatral, abarca ahora guiones de cine, radio, televisión, partituras musicales y registro de coreografía. Cuenta además con diccionarios, enciclopedias especializadas de cada disciplina, libros auxiliares de cultura general, revistas especializadas, más los programas de mano de los estrenos teatrales desde 1922 y las críticas periodísticas desde septiembre de 1915. Posee además una cantidad importante de obras teatrales extranjeras en idioma original. 
El acervo bibliográfico actual alcanza los 23.000 volúmenes. En el Tesoro de la biblioteca se encuentran en exhibición manuscritos originales de Martín Coronado, Enrique García Velloso, Alberto Vacarezza, Pedro E. Pico,  Carlos M. Pacheco, entre otros autores que dieron origen a la centenaria Sociedad. La biblioteca es visitada y consultada por investigadores, estudiantes, productores y artistas. Cuenta con una Videoteca de entrevistas a autores nacionales y una Auditoteca elaborada desde el Consejo Profesional de Radio.  

### Publicaciones de la entidad

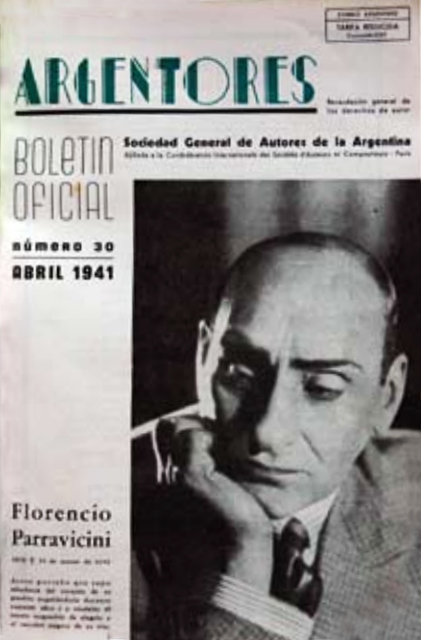
Florencio Parravicini en Revista Argentores. 1941.

A lo largo de su historia, Argentores empleó medios de divulgación gráfica para expresar opinión y contenido editorial. A partir de la década del treinta, se llevaron a la imprenta de manera discontinua pero sostenida diversos órganos de divulgación, boletines, revistas libros y otros impresos.
La revista teatral Argentores, editó a partir de 1934 obras de sus afiliados a lo largo de 281 números. Las publicaciones se interrumpieron y volvieron a partir de 1950. En esta segunda época se dieron a conocer 302 entregas.
A partir de 1956, la entidad decidió dar a conocer Argentores–Ediciones del Carro de Tespis, una colección de libros con obras teatrales, cuyo número inicial es del 15 de octubre de 1956 y el último, el número 117, de febrero de 1971. A este medio habría que añadirle el Diccionario Teatral del Río de la Plata de Tito Livio Foppa, publicado en 1961 por el mismo sello editorial.
El primer número del llamado Boletín Oficial de Argentores se editó en mayo de 1935 y continuó hasta diciembre de 1970, alcanzando 132 números. En los años sesenta el medio modificó su frecuencia y se hizo semestral, aumentó su cantidad de páginas a 96 -por ejemplo en el boletín correspondiente al lapso enero-junio de 1966- y tuvo como directores a Carlos Schaefer Gallo y Rodrigo Bonome.
Entre 2005 y 2016 publicaron los textos ganadores de los Premios Argentores. Continúa hasta hoy la edición de los Clásicos de Argentores, y la revista Florencio, órgano informativo y de opinión. En 2007 comenzó a aparecer la colección de siete tomos con obras de los dramaturgos de las siete regiones del país y en 2008 El país teatral, en coedición con el Instituto Nacional del Teatro.

### Otros servicios de la organización
Argentores representa recauda y liquida los derechos de todos los autores argentinos, aún sin que estén asociados a la entidad. Brinda asesoramiento en registros, autorizaciones y/o derechos de autoría, información de concursos, servicio en línea de consulta de saldos, y talleres de formación en sus sedes o a distancia.
Argentores admite cono socios a aquellos autores que hayan estrenado al menos una obra en alguno de los rubros que representa. Ello permite a estos autores el acceso a otra gama de servicios, como asesoría y representación legal, turismo, previsión social. Conforme avanza el puntaje societario como consecuencia de obras estrenadas y premios recibidos, los socios acceden también a cobertura médica.

## Actividad internacional de la entidad

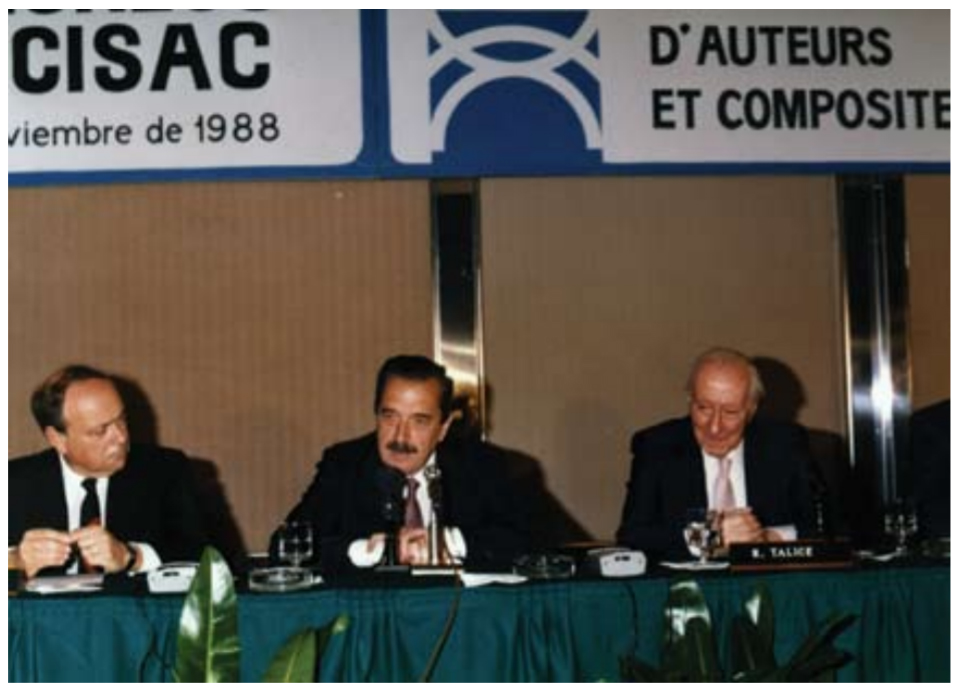
El entonces presidente de Argentina Raúl Alfonsín, entre Atilio Stampone (SADAIC) y Roberto Tálice (ARGENTORES) durante la apertura del Congreso de la CISAC en Buenos Aires, en 1988

El carácter pionero de Argentores en la defensa de los derechos de autor en Latinoamérica y en el mundo, ha llevado a que la entidad progresivamente alcanzara una destacada presencia internacional. 
Desde 1964 Argentores es miembro de la CISAC (Confédération Internationale des Sociétés d'Auteurs et Compositeurs). Allí forma parte del Comité Latinoamericano y del Caribe. Argentores es también miembro del Board de W&DW (Escritores y Directores del Mundo), de ALGyD (Alianza latinoamericana de Guionistas y Dramaturgos), y es una de las sociedades fundadoras de FESAAL (Federación de Sociedades de Autores Audiovisuales Latinoamericanas).
FESAAL está formada por entidades de gestión latinoamericanas de directores y guionistas. Y su objetivo es trabajar conjuntamente con W&DW para la formación de nuevas entidades de gestión en la región, tarea encabezada por ARGENTORES Y DAC (Directores Argentinos Cinematográficos). Esta labor ha logrado la sanción de leyes y la formación de sociedades de gestión de gran derecho en Chile, Colombia y Brasil. Se está trabajando en Paraguay, Perú y Panamá. 
En noviembre de 2019 FESAAL informó en la Reunión de la Comisión Técnica de Obras Dramáticas, Literarias y Audiovisuales de CISAC, llevada a cabo en Madrid, sobre la elaboración de una herramienta informática común para las sociedades de Latinoamérica, gratuita y a disposición de todas las entidades, cuyo modelo puede ser aplicado en el mundo.
Se mencionan a continuación los tratados internacionales suscriptos en materia de derechos de autor y derechos conexos:
| Año  | Tipo de derecho                     | Convenio | Lugar     |
| ---- | ----------------------------------- | --- | --------- |
| 1952 | Derecho de autor                    | Convención Universal sobre Derecho de Autor | Ginebra   |
| 1971 | Derecho de autor                    | Convenio de Berna para la Protección de las Obras Literarias y Artísticas ("Acta de París")                                                                                     | París     |
| 1996 | Derecho de autor                    | Tratado de la OMPI sobre Derecho de Autor | Ginebra   |
| 1961 | Derechos conexos                    | Convención Internacional sobre la Protección de los Artistas Intérpretes o Ejecutantes, los Productores de Fonogramas y los Organismos de Radiodifusión                         | Roma      |
| 1971 | Derechos conexos                    | Convenio para la Protección de los Productores de Fonogramas contra la Reproducción no Autorizada de sus Fonogramas (“Convenio Fonogramas”)                                     | Ginebra   |
| 1996 | Derechos conexos                    | Tratado de la OMPI sobre Interpretación o Ejecución y Fonogramas | Ginebra   |
| 1994 | Derecho de autor y derechos conexos | Acuerdo de la Organización Mundial del Comercio (OMC) que incluye el AADPIC (Acuerdo sobre los Aspectos de los Derechos de Propiedad Intelectual relacionados con el Comercio). | Marrakech |

### Cobro de derechos internacionales
Argentores representa a los autores argentinos en el mundo. La percepción de derechos por el uso del repertorio argentino en otros países depende de que en ellos exista un sociedad de gestión con la cual Argentores haya suscripto un mandato de representación recíproca, y de que la legislación de ese país contemple el cobro de derechos para los creadores que Argentores representa (dramaturgos, coreógrafos y compositores de música original para teatro, guionistas de obras audiovisuales, radio y nuevas tecnologías).
El los siguientes cuadros se ofrece un listado de las Sociedades con las que Argentores ya suscribió acuerdos de representación recíproca por rubro :
Latinoamérica
| País      | Sociedad | Teatro | Cine | Televisión abierta | Televisión por cable |
| --------- | -------- | ------ | ---- | ------------------ | -------------------- |
| Brasil    | ABRAMUS  | SI     | –    | –                  | –                    |
| Chile     | ATN      | SI     | –    | –                  | –                    |
| Colombia  | SAYCO    | SI     | –    | –                  | –                    |
| Ecuador   | SAYCE    | SI     | –    | –                  | –                    |
| México    | SOGEM    | SI     | SI   | SI                 | SI                   |
| Perú      | APDAYC   | SI     | –    | –                  | –                    |
| Paraguay  | APA      | SI     | –    | –                  | –                    |
| Venezuela | SACVEN   | SI     | –    | SI                 | SI                   |
| Uruguay   | AGADU    | SI     | -    | SI                 | SI                   |

Europa
| País       | Sociedad | Teatro | Cine (salas)  | Televisión abierta | Televisión por cable |
| ---------- | -------- | ------ | ------------- | ------------------ | -------------------- |
| Bélgica    | SABAM    | -      | SI (por SACD) | SI (por SACD)      | –                    |
| Eslovaquia | LITA     | SI     | –             | SI                 | SI                   |
| España     | SGAE     | SI     | SI            | SI                 | SI                   |
| Francia    | SACD     | SI     | –             | SI                 | SI                   |
| Italia     | SACD     | SI     | -             | SI                 | SI                   |
| Letonia    | AKKA-LAA | SI     | –             | –                  | –                    |
| Polonia    | ZAPA     | SI     | SI            | SI                 | SI                   |
| Portugal   | SPA      | SI     | –             | -                  | -                    |
| Suiza      | SSA      | SI     | -             | SI                 | SI                   |

## Acciones actuales de la entidad en defensa del derecho de autor

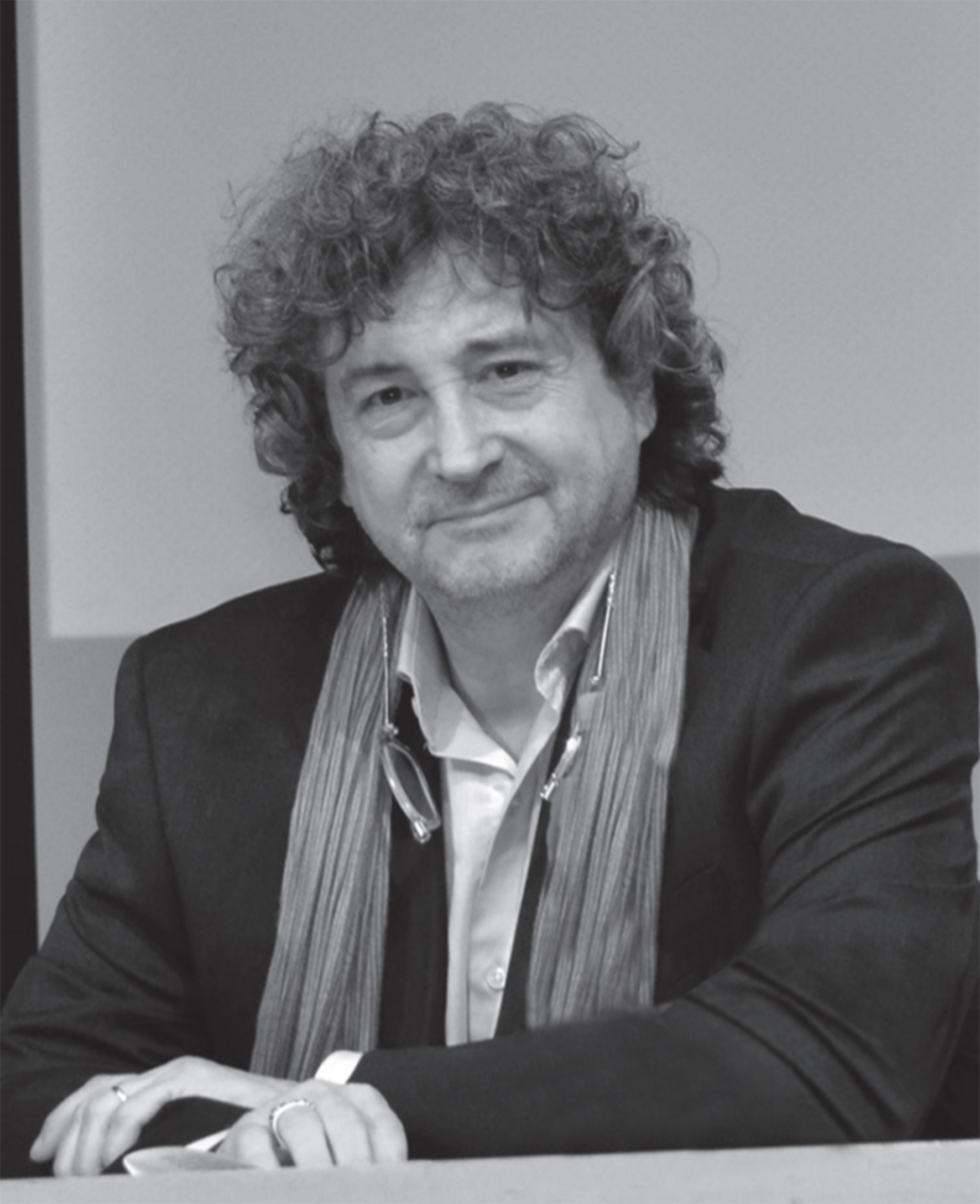
Miguel Ángel Diani, presidente en funciones desde 2014.

A pesar del reconocimiento de los derechos de autor, con leyes centenarias y una amplia gama de asociaciones civiles internacionales bregando por su defensa, existe aún un prejuicio respecto de la pertinencia de que los autores cobren por sus obras. Esto no está basado en la sospecha de que abonar esos derechos sería injusto, sino en la oportunidad de soslayar los derechos del autor, siendo que éste, con su obra escrita y publicada, no tiene posibilidades de controlar la voluntad individual de cada uno de los que quieran representar su obra sin darle aviso.
Argentores ha instituido organismos administrativos de control, cuya tarea, por eficaz que pudiere ser, no puede abarcar todas las áreas de la ficción mundial. En tal sentido, la entidad postula permanentemente la concientización de la ilegalidad de vulnerar este derecho. Para ello, son claras las apreciaciones vertidas por el actual presidente de la entidad Miguel Ángel Diani, el 16 de septiembre de 2019, durante la entrega de los Premios Argentores:

” El derecho de autor es una parte indivisible de la obra. Toda creación esta acompañada de un derecho moral y un derecho económico. Y eso tenemos que entenderlo sobretodo nosotros, las autoras y los autores. Porque cuando hacen desaparecer nuestro nombre de los afiches, de programas, o de cualquier otra herramienta de publicidad que se utilice para visualizar nuestras obras, nos están condenando al olvido. Cuando minimizan nuestro nombre y lo ocultan deliberadamente en medios de publicidad nos están condenando al olvido. Cuando nos presionan con promesas de futuros convenios, contratos, a cambio de que no luchemos para hacer respetar nuestro nombre en forma visible en los medios de publicidad nos están condenando al olvido. Y ese olvido afecta directamente al derecho económico. No hay derecho económico que sea justo sin un derecho moral que se respete.”

## Autoridades
La Junta Directiva es la representante legal de la entidad y está integrada por quince miembros titulares elegidos por asamblea, con mandato por períodos de cuatro años. Estos dirigentes son: Presidente, Vicepresidente, Vicepresidente 2º, Secretario, Vicesecretario, Tesorero, Vicetesorero, 8 vocales titulares y 2 vocales suplentes. Los vocales integran los Consejos Profesionales de Teatro, Radio, Cine y Televisión, y un Consejo Interdisciplinario de Nuevas tecnologías. Los consejos tratan los asuntos de su materia y envían sus opiniones y propuestas a la Junta Directiva para su resolución. Por su parte el Consejo de Previsión Social atiende lo relacionado con pensiones, subsidios y ayudas a los socios. Otros órganos son la Junta Fiscalizadora y la Comisión de Cultura.
| Junta Directiva 2017 – 2021 |
| |
| - Presidente: Miguel Ángel Diani - Vicepresidente: Sergio Vainman - Vicepresidente 2°: Ricardo Talesnik - Secretario: Guillermo Hardwick - Tesorero: Jorge Luis Marchetti - Vicesecretario: Daniel Dalmaroni - Vocales: Roberto Perinelli, Raúl Brambilla, Horacio Scalise, Pedro Patzer, Graciela Maglie, Luisa Irene Ickowicz, Jorge Maestro, Ricardo Alberto Rodríguez - 1º Supl. Vicep. 2º: Nora Massi - 2º Supl. Vicep. 2º: Beatriz Mosquera - Consejo Profesional de Teatro: Roberto Perinelli (Presidente), Raul Brambilla (Secretario), Daniel Dalmaroni, Lucía Laragione (Vocales), Susana torres Molina, Adriana tursi (Vocales suplentes) - Consejo Profesional de Radio: Horacio Scalise (Presidente), Pedro Patzer (Secretario), Jorge Luis Marchetti, Ines Mariscal (Vocales), María Mercedes Di Benedetto, Hugo Bab Quintela (Vocales suplentes) - Consejo Profesional de Cine: Graciela Maglie (Presidente), Luisa Irene Ickowicz (Secretaria), Ivonne Fournery, Martin Luis Salinas (Vocales), Salvador Valverde Calvo, Salvador Manuel Valverde (Vocales suplentes) - Consejo Profesional de Televisión: Jorge Maestro (Presidente), Ricardo Alberto Rodríguez (Secretario), Guillermo Hardwick, Oscar Tabernise (Vocales), Jessica Valls, Diego D'Angelo (Vocales suplentes) - Consejo de Previsión Social: Cristina Escofet (Presidente), Máximo Soto (Secretario), Lucía Laragione (Vocal Teatro), Inés Mariscal (Vocal Radio), Luis Salinas (Vocal Cine), Oscar Tabernise (Vocal Televisión), Alberto Drago, Julia Ferradas (Vocales suplentes) - Junta Fiscalizadora: José María Paolantonio (Presidente), Clara Zappettini (Secretaria), Mabel Loisi (Vocal), Salvador Ottobre, Roberto Santiago Orlando (Vocales suplentes) - Consejo Interdisciplinario de Nuevas Tecnologías: Ramiro San Honorio (Presidente), Luis Saez (Secretario), Adriana Tursi (Vocal Teatro), Pedro Patzer (Vocal Radio), Salvador Manuel Valverde (Vocal Cine), Jorge Maestro (Vocal Televisión) - Coordinador de Cultura: Roberto Cossa - Delegado de la Secretaría ante la Biblioteca José de Maturana: Bernardo Carey |
| |

### Autoridades a lo largo de la historia
Luego de su fundación, hacia 1921, la sociedad de autores se divide cuando la Asamblea del 26 de enero suprime el "voto calificado", cláusula que otorgaba mayores derechos a quienes más estrenos tenían y por lo tanto aportaban más. Esta escisión genera el Círculo Argentino de Autores, y Luego el Sindicato de Autores. Pero el 20 de marzo de 1933 se logra la declaración de "Cartel libre", por la cual los autores pueden estrenar sin discriminación de sociedades. Es el primer paso para que en noviembre del mismo año, las tres sociedades concreten la fusión, y adopten la denominación de Argentores.
A continuación la nómina de presidentes que encabezaron todas las sociedades de derecho que conformaron lo que hoy es la Sociedad General de Autores de la Argentina.
 Sociedad Argentina de Autores Dramáticos y Líricos 

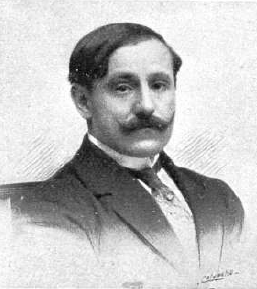
Enrique García Velloso, primer presidente.

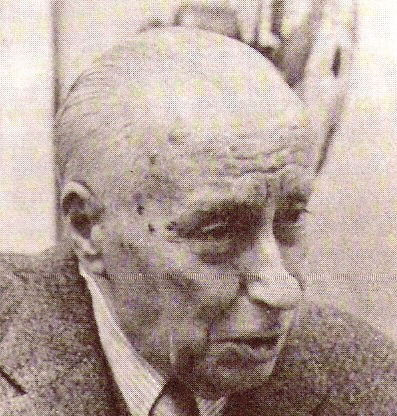
Roberto Tálice, el presidente con más años de permanencia en la gestión.

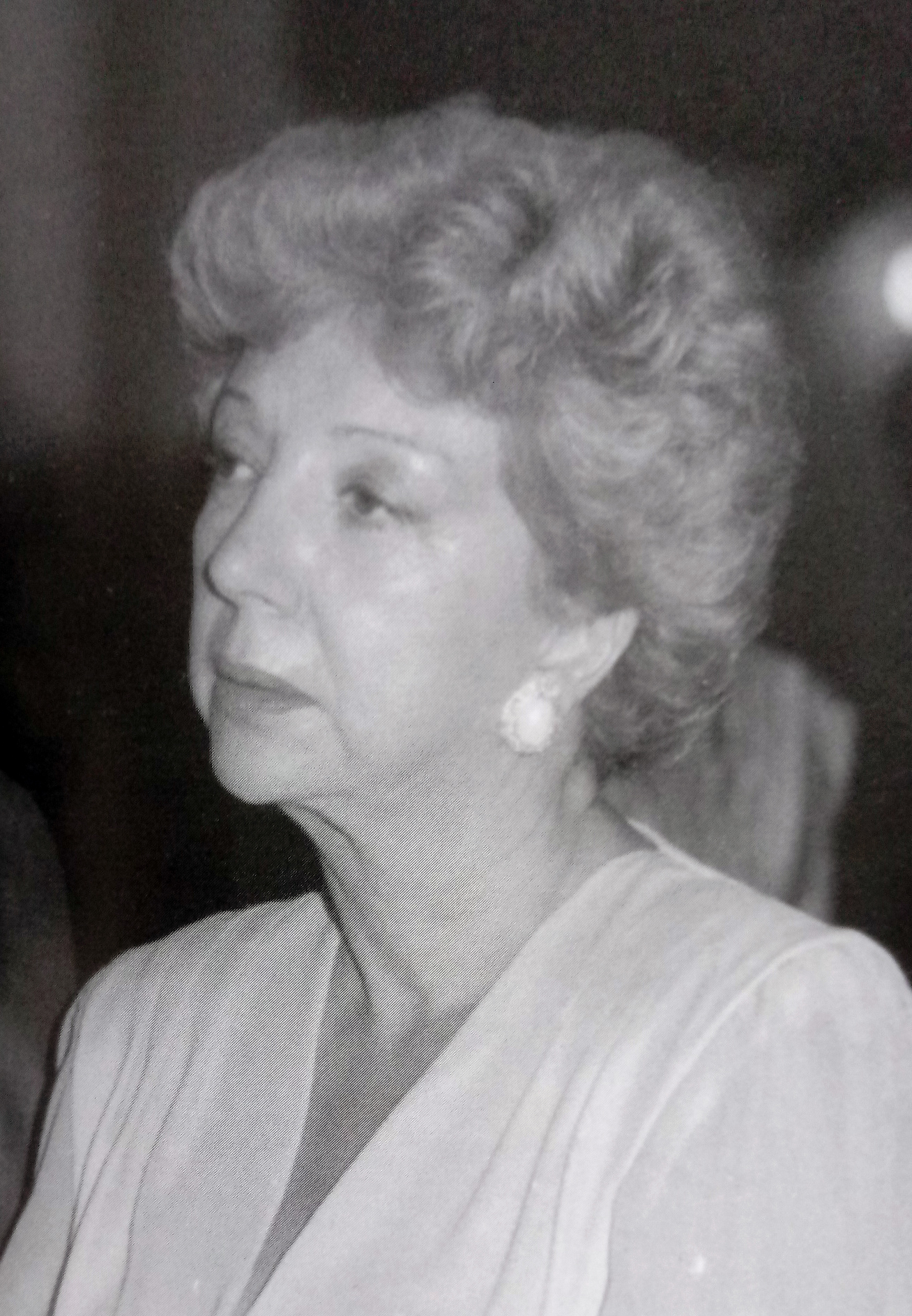
Celia Alcántara, primera mujer en presidir Argentores

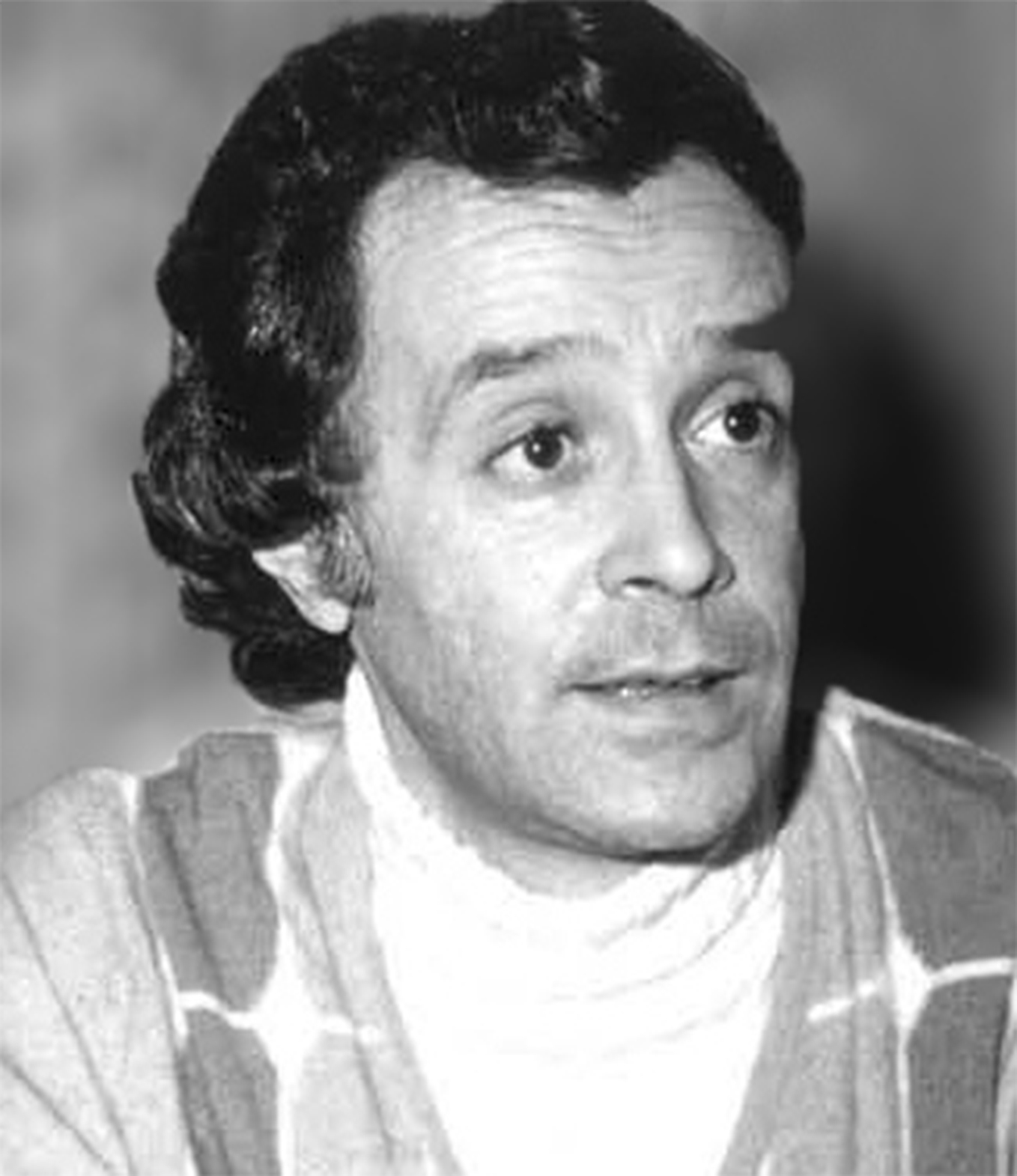
Alberto Migré, referente de la telenovela mundial, presidió la entidad desde 2004 hasta su fallecimiento en 2006

| Años de gestión | Presidente             |
| --------------- | ---------------------- |
| 1910-1911       | Enrique García Velloso |
| 1911-1913       | Alberto Ghiraldo       |
| 1913-1917       | Ezequiel Soria         |
| 1917-1919       | Martiniano Leguizamón  |
| 1919-1920       | Enrique García Velloso |
| 1920-1922       | Pedro E. Pico          |
| 1922-1927       | Julio Sánchez Gardel   |
| 1923-1924       | Alberto Vacarezza      |
| 1931-1933       | Julio Sánchez Gardel   |
| 1927-1929       | José León Pagano       |
| 1929-1931       | Claudio Martínez Paiva |
| 1933-1935       | Carlos S. Damel        |

 Círculo Argentino de Autores 
| Años de gestión | Presidente             |
| --------------- | ---------------------- |
| 1921-1923       | Enrique García Velloso |
| 1923-1926       | José González Castillo |
| 1926-1928       | Pedro Benjamín Aquino  |
| 1928-1931       | José González Castillo |
| 1931-1933       | Francisco E. Collazo   |
| 1933-1934       | Alejandro E. Berruti   |

 Argentores 
| Años de gestión | Presidente               |
| --------------- | ------------------------ |
| 1935-1938       | Alejandro E. Berruti     |
| 1938-1940       | Carlos S. Damel          |
| 1940-1942       | Alejandro E. Berruti     |
| 1942-1945       | Vicente Martínez Cuitiño |
| 1945-1947       | Carlos S. Damel          |
| 1947-1949       | Alejandro E. Berruti     |
| 1949-1950       | Camilo Darthes           |
| 1950-1955       | Alberto Vacarezza        |
| 1955            | Tito Livio Foppa         |
| 1955-1958       | Camilo Darthes           |
| 1958-1961       | Sixto Pondal Ríos        |
| 1961            | Arnaldo Malfatti         |
| 1961-1968       | Roberto Tálice           |
| 1968-1971       | Edmundo Guibourg         |
| 1971-1995       | Roberto Tálice           |
| 1995-1997       | Isaac Aisemberg          |
| 1997-1998       | Celia Alcántara          |
| 1998-2004       | Agustín Pérez Pardella   |
| 2004-2006       | Alberto Migré            |
| 2006-2007       | Ricardo Talesnik         |
| 2007-2014       | Roberto Cossa            |
| 2014-           | Miguel Ángel Diani       |

## Premio Argentores

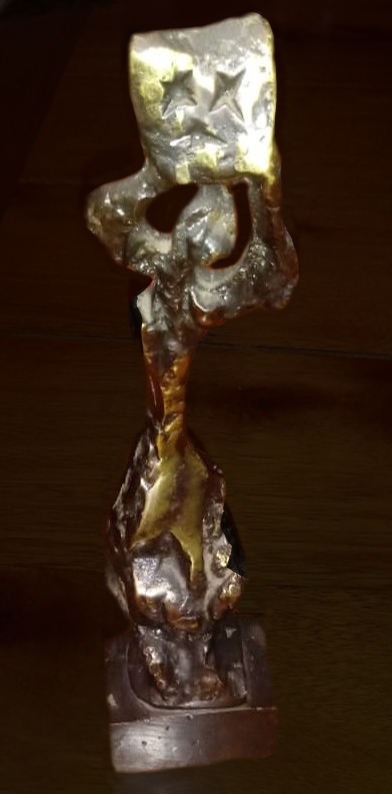
Estatuilla Premio Argentores

Para celebrar el 40.º aniversario de la fundación de la entidad, a partir de 1950 Argentores instituyó el 11 de septiembre como "Día del Autor". Dos años después se crea el Premio Argentores a la Producción Autoral. Las estatuillas se entregan por primera vez el 11 de septiembre de 1953. En un comienzo estos premios se entregaron a las obras de teatro, cine y radio. A partir de 1957 se suma a los premios el rubro televisivo. 
Participan de modo excluyente de este premio, las obras estrenadas, emitidas, exhibidas y radiodifundidas en el año calendario inmediatamente anterior, aunque estén premiadas o pendientes de premiación en otros concursos. Los autores pueden participar en más de un rubro y los jurados basan su dictamen en el texto escrito de las obras, y para el caso de las categorías Obra de teatro musical y Coreografía original, el jurado dictamina con base en la presentación de los trabajos en un soporte digital. El premio consiste en la entrega de una estatuilla, y dos cómputos de producción que elevan la categoría del premiado en la asociación.
Actualmente el Premio Argentores es uno de los más prestigiosos en su especialidad. 
La entidad otorga este premio anualmente a las mejores obras en las siguientes categorías:
- Teatro: Obra teatral para adultos. Obra teatral para público infantil. Obra de teatro musical. Obra adaptada. Coreografía original. Música original.
- Televisión: Guion para programa unitario o miniserie. Guion de telenovela episódica. Sketch o microprograma. Documental o micro documental. Adaptación.
- Cine: Guion original de largometraje. Guion adaptado de largometraje. Guion documental de largometraje
- Radio: Guion para radionovela unitaria y/o adaptación. Guion para radionovela en capítulos. Guion para microprogramas y/o sketch. Documental.

### Gran Premio de Honor de Argentores
Para honrar la trayectoria de los socios más distinguidos y con militancia en la entidad, en 1974 se incorpora a la premiación el Gran Premio de Honor de Argentores, que se entrega en forma rotativa, un año por rubro, a personalidades autorales de la radio, el cine, la televisión y el teatro.